# سهیله (لبنان)
سهیله (به عربی: سهیلة) یک منطقهٔ مسکونی در لبنان است که در شهرستان کسروان واقع شده‌است. سهیله ۲٫۲۱ کیلومتر مربع مساحت دارد ۵۵۰ متر بالاتر از سطح دریا واقع شده‌است.